# Ґевін Ньюсом
Ґевін Крістофер Ньюсом (англ. Gavin Christopher Newsom, нар. 10 жовтня 1967) — американський політик. Губернатор Каліфорнії з 7 січня 2019 року, віцегубернатор Каліфорнії (2011—2019). Мер Сан-Франциско у 2004—2011 роках. Член Демократичної партії.

## Біографія
Народився в Сан-Франциско, у сім'ї Тесси Томас і Вільяма Альфреда Ньюсома. У нього здебільшого ірландське коріння. Батьки Ньюсома розлучилися, коли йому було 2 роки. У віці 10 років Ньюсом переїхав зі своєю матір'ю і сестрою жити в округ Марін.
У травні 1991 року Ґевін почав бізнес-кар'єру, заснувавши компанію PlumpJack Associates L.P. . Перший політичний досвід Ґевін отримав 1995 року, коли був добровольцем в успішній кампанії висуванця на пост мера Віллі Брауна. 1998 року Ньюсома обрали до міської ради Сан-Франциско. У листопаді 2003 року він здобув перемогу на виборах мера Сан-Франциско. Був переобраний на цей пост в листопаді 2007 року. На посаді мера він повністю підтримував одностатеві шлюби. Також він спробував розв'язати проблему міських бездомних. Був прихильником легалізації марихуани.
У листопаді 2010 Ньюсома обрали віцегубернатором Каліфорнії. Переобраний на цю ж посаду в листопаді 2014 року. У лютому 2015 він оголосив про те, що збирається балотуватися на пост губернатора Каліфорнії 2018 року.
Ньюсом — католик. З 2001 до 2005 року Ґевін був одружений з Кімберлі Ґілфойл. У липні 2008 року Ньюсом одружився вдруге з актрисою Дженніфер Сібел. У пари четверо дітей.
Висунув свою кандидатуру на пост губернатора Каліфорнії на виборах 2018 року. На виборах 6 листопада він здобув перемогу і вступив на посаду губернатора 7 січня 2019 року.

## Ставлення щодо України
Ньюсом публічно засудив російське вторгнення 2022 року. Він, як губернатор штату Каліфорнія, надавав гуманітарну допомогу українцям. За даними проєкту "I Side With" його електорат підтримує захист України військами НАТО і США, і підтримують постачання озброєння Україні.

## Інтернет-ресурси
- Governor Gavin Newsom official government website
- Gavin Newsom on Twitter official personal Twitter account
- Office of the Governor of California official governor Twitter account
- Gavin Newsom for Governor campaign website
- CityMayors profile about Gavin Newsom
- Gavin Newsom at On the Issues